# Emirado de Bucara
O Emirado de Bucara ou Bukhara (em persa: امارت بخارا; em usbeque: Buxoro amirligi) foi um Estado da Ásia Central  que existiu entre 1785 a 1920. Ocupou o território entre os rios Amu Dária e Sir Dária, conhecido anteriormente como Transoxiana. Seu território principal estendia ao longo do rio Zarafexã inferior, e seus centros urbanos eram as antigas cidades de Samarcanda e a capital do emirado, Bucara. Foi contemporâneo do Canato de Quiva ao oeste, em Corásmia; e o Canato de Cocanda ao leste, no vale de Fergana. Está agora dentro dos limites do Usbequistão.

## História

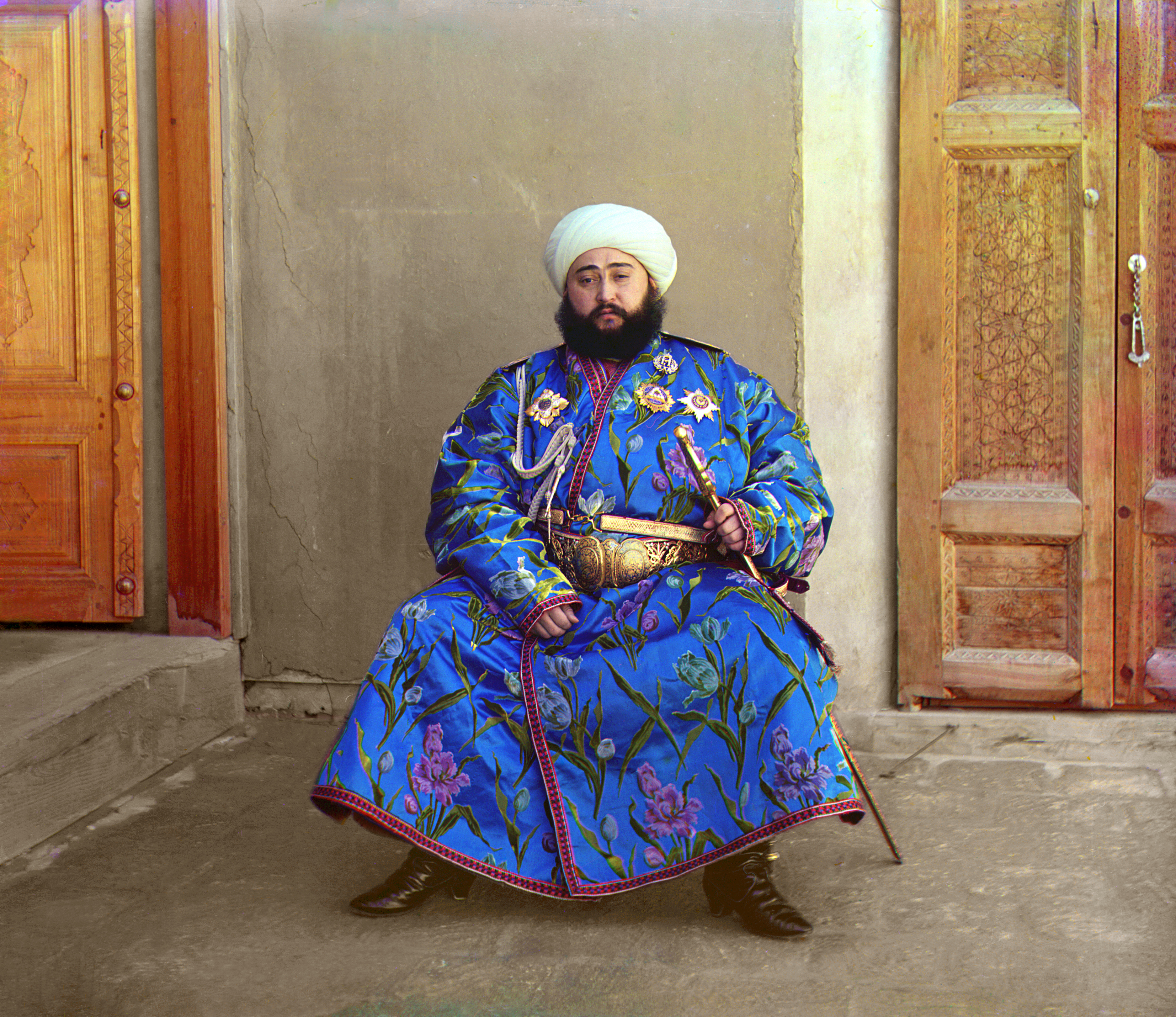
Maomé Alim Cã (1880–1944), o último emir de Bucara, fotografado por Sergei Mikhailovitch Prokudin-Gorski em Mazar-e Sharif em 1911

O Emirado de Bucara foi criado oficialmente em 1785, mediante o pressuposto governo do emir mangudai, Xá Murade. Ao longo do século XVIII, os emires ganharam vagarosamente o controle efetivo do Canato de Bucara, a partir de sua posição como atalique (tutor dos príncipes). Nos anos 1740, quando o canato foi conquistado por Nader Xá da Pérsia, ficou claro que os emires detinham o poder real. Em 1747, após a morte de Nader Xá, o atalique Maomé Raim Bi (Khudayar Bi) assassinou o cã Abulfaiz e seu filho, pondo fim à dinastia janidida. A partir de então os emires permitiram que os cãs fantoches governassem até que, após a morte de Abul Gazi Cã, Xá Murade assumiu abertamente o trono.
Em 1868, o emirado perdeu uma guerra com a Rússia imperial, que possuía aspirações coloniais na região. A Rússia anexou grande parte do território do emirado, incluindo a importante cidade de Samarcanda. Em 1873, o restante se tornou um protetorado russo, e logo foi cercado pela Gubernia-Geral do Turquestão.
Os reformistas dentro do emirado tinham encontrado um emir conservador, Maomé Alim Cã, sem vontade de afrouxar sua permanência no poder, e se voltaram para os revolucionários bolcheviques russos para uma assistência militar. O Exército Vermelho lançou um ataque mal sucedido em março de 1920, e, em seguida, um bem sucedido, em setembro do mesmo ano. O Emirado de Bucara foi conquistado pelos bolcheviques e substituído com a República Popular Soviética de Bucara. Atualmente, o território do extinto emirado reside principalmente no Usbequistão, com partes no Tajiquistão, Turquemenistão e Cazaquistão. Também esteve incluído no atual norte do Afeganistão entre 1793 e 1850.

Mapa do Turquestão russo em 1900, com Emirado de Bucara a verde e ao centro